# アレクサンドル・チクルダウ
アレクサンドル・チクルダウ（ルーマニア語: Alexandru Cicâldău、ルーマニア語発音: [alekˈsandru tʃikɨlˈdəw]、1997年7月8日 - ）は、ルーマニアのサッカー選手。ルーマニア代表。ポジションはMF。

## クラブ歴
コンスタンツァ県に生まれ、8歳の時にサッカーを始めた。その後、ゲオルゲ・ハジ・フットボール・アカデミーに所属した。
そのままFCヴィトルル・コンスタンツァに昇格、2016年3月31日に18歳でリーガ1初出場を記録した。2017-18シーズンにはレギュラーを掴み、同シーズンは38試合に出場した。
2018年7月6日に4年契約でCSウニヴェルシタテア・クラヨーヴァに完全移籍、背番号は10番をつけた。移籍金は75万ユーロから100万ユーロの推定で、さらに出来高が加えられるものと見られている。スーペルクパ・ロムニエイで移籍後初出場を記録した。10月26日に移籍後初得点を記録した。2019年7月18日にはUEFAヨーロッパリーグ予選で初得点を記録した。この頃には他国のクラブからも驩心を持たれていたが、9月に2025年まで契約延長をした。この2019-20シーズンは14得点の大活躍を見せたが、最後のホームゲームで敗北したためにリーグ優勝はならなかった。翌シーズンは11得点を記録した他、クパ・ロムニエイを制した。
2021年7月24日に、スュペル・リグのガラタサライSKに5年契約、移籍金は650万ユーロ+出来高の200万ユーロという額で移籍した。8月16日に移籍後初出場を記録した。9月16日にはUEFAヨーロッパリーグ 2021-22 グループリーグのSSラツィオ戦に出場し、UEFA主催大会本戦に初出場した。11月25日にはオリンピック・マルセイユから得点を奪って同大会初得点を記録した。
2022年8月27日にUAEプロリーグのアル・イテハド・カイバに1シーズンの期限付き移籍をした。

## 代表歴
2018年3月にA代表初招集。同月24日に行われたイスラエル代表との親善試合で途中出場し、A代表初出場を記録した。FIFA公式戦では同年11月17日のUEFAネーションズリーグ2018-19・リーグCのリトアニア代表戦で初出場を記録した。
翌年にはU-21代表としてUEFA U-21欧州選手権2019に参加、4試合に出場した。
その後もA代表に選出され、2021年3月31日に行われた2022 FIFAワールドカップ・ヨーロッパ予選グループJのアルメニア代表戦で代表初得点を記録した。

## プレースタイル
ミッドフィールダーとしては攻撃的なポジションでも守備的なポジションでもこなす事が出来、ゲオルゲ・クライオヴェアヌはボックス・トゥ・ボックスだと評価している。テクニックと真面目さが特徴の選手である。